# Мэттисон, Эдит Уинн
Эдит Уинн Мэттисон (англ. Edith Wynne Matthison; 23 ноября 1875 — 23 сентября 1955) — британско-американская актриса театра. Также снялась в двух немых фильмах.

## Биография
Родилась 23 ноября 1875 года в Великобритании. Обучалась в King Edward’s Grammar School и Midland Institute. В возрасте 21 года начала карьеру актрисы, участвуя в различных комедийных постановках и вступив в труппу Бена Грита. В частности она играла главные роли в постановках Грита Три Мушкетёра и Деньги.
С самого начала своей карьеры играла в шекспировских и классических постановках. Сыграла в пьесе Венецианский купец вместе с Сэром Генри Ирвингом незадолго до его смерти. Ирвинг чуть не умер на руках Мэттисон. Играла в греческих, английских и американских старых комедиях и в современных постановках. В 1904 году дебютировала перед американской публикой в постановке Она остановила Завоевателя.
В 1898 году вышла замуж за драматурга Чарльза Ренна Кеннеди и в дальнейшем участвовала во всех его постановках. Их брак длился пятьдесят лет. Общих детей у супругов не было. Оба преподавали в Bennett Junior College, в Милбруке. В своё время племянница актрисы Глеис Эдит Винн была замужем за актёром немого кино Милтоном Стиллсом. Скончалась Эдит от инсульта в Лос-Анджелесе 23 сентября 1955 года.

## Фильмография
| Год  | Название                             | Роль | Примечания                      |
| ---- | ------------------------------------ | ---- | ------------------------------- |
| 1915 | Леди Губернатора                     |      |                                 |
| 1917 | Национальный конкурс Красного Креста |      | Начало, (последняя роль в кино) |